# No te ofendas, Beatriz
No te ofendas, Beatriz es una obra de teatro en tres actos de Carlos Arniches y Joaquín Abati, estrenada en 1920.

## Argumento
Beatriz y Javier son una pareja que no se ama, pero su matrimonio ha sido decidido por sus respectivas familias pertenecientes a la alta burguesía madrileña. Ambos se ven en la necesidad de fingir su amor.

## Estreno
- Teatro Eslava, Madrid, 23 de diciembre de 1920.
  - Intérpretes:  Catalina Bárcena (Beatriz), Manuel París (Javier), Ana Siria, Josefina Morer, Margarita Gelabert, Manuel Collado, Juan M. Román, Ricardo de la Vega.

## Otras representaciones
- Teatro Cervantes, Madrid, 1933
  - Intérpretes: Josefina Díaz de Artigas, Manuel Collado.

## Versión cinematográfica
Se han realizado dos versiones para la gran pantalla. La primera, mexicana de 1953, dirigida por Julián Soler. La segunda, coproducción mexicana española de 1959, dirigida por Tulio Demicheli y protagonizada por Alberto Closas y Silvia Pinal, con el título de Charleston.